# 긴정
긴정(일본어: 金武町)은 일본 오키나와현 구니가미군의 정이다.

## 지리
오키나와섬 북부의 동해안에 위치하며 가나타케만과 접한다. 전망이 좋은 날에는 헨자섬, 미야기섬, 이케이섬을 볼 수 있다.

### 인접한 자치체
- 우루마시
- 온나촌
- 기노자촌

## 역사
- 1908년 - 도서정촌제 시행으로 긴촌이 만들어졌다.
- 1946년 - 가나타케촌 북부가 분립해 기노자촌이 되었다.
- 1975년 - 오키나와 자동차도가 개통하였다.
- 1980년 4월 - 정으로 승격해 긴정이 되었다.

## 경제
농업에서는 주로 국화 등의 화훼류, 사탕수수 외에 쌀의 생산지이기도 하다.

## 교통

### 도로
- 오키나와 자동차도
- 국도 제329호선